# Sai Tia Kaphut
Sai Tia Kaphut (ursprünglich Prinz Wong Buri (oder Wangsapuri), voller Thronname Somdet Brhat-Anya Chao Sanaka Chakrapati Raja Phen-Phaeo Bhaya Jayadiya Kabuddha; * 1415 in Sawa; † 1481 in Mueang Chiang Khaen) war zwischen 1441 und 1479 König von Lan Chang.

## Leben
Zunächst als jüngster Sohn von König Samsaenthai (reg. 1372–1417) und Königin Nang Keofa Yudhi (Keo Yot Fa), einer Tochter von König Intharacha von Ayutthaya, geboren, wurde er im Palast erzogen und erhielt später den Titel eines Prinzen Wong Buri. Man ernannte ihn zum Gouverneur von Vieng Chan, wobei er den Titel Brhat-Anya Kunaprasakti (Khun Pasak) erhielt.
1438 wurde er als Thronfolger für den König Kham Koert berufen, doch lehnte er ab, da seine Tante Nang Keo Phim Fa als graue Eminenz im Hintergrund den eigentlichen Machtfaktor bildete. Nachdem diese sich selbst für kurze Zeit des Throns bemächtigte, beschloss der Thronrat, Keo Phim Fa zu beseitigen und eine Gruppe weiser Männer die Führung von Lan Chang zu überlassen. Der Thronrat konnte den Prinzen Wong Buri 1441 schließlich dazu überreden, den Thron zu besteigen. Jedoch weigerte sich der König bis 1456, die Krönungszeremonie durchzuführen. Erst seinerzeit erhielt er seinen Thronnamen Sai Tia Kaphut.
Das vietnamesische Reich Annam expandierte gegen Ende des 15. Jahrhunderts in verschiedene Richtungen, unter anderem auch in Richtung Lan Chang. 1478 forderten die Vietnamesen einen kürzlich aufgefundenen weißen Elefanten, der traditionsgemäß dem König von Lan Chang zugeführt werden musste. Sai Tia Kaphut sandte darauf eine goldene Schüssel mit Elefantendung nach Annam, was die Vietnamesen als Kriegserklärung auffassten und mit einer großen Armee angriffen. Die Armee von Lan Chang unter dem Kronprinzen Kone Keo wurde auf der Ebene der Tonkrüge vollständig geschlagen, der Kronprinz geriet in Gefangenschaft. Bei einem Fluchtversuch ertrank er. Währenddessen floh Sai Tia Kaputh aus Sawa nach Vieng Chan und dankte später zugunsten seines ältesten verbliebenen Sohnes, Suvanna Ban Lang, ab.
Sai Tia Kaphut starb 1481 in Mueang Chieng Kaen. Er hatte neun Söhne und sieben Töchter:
1. Prinz (Thao) Kuni Kaeva [Kone Keo], als Kronprinz eingesetzt mit dem Titel Uparat, einige Zeit Gouverneur von Vieng Chang (Vientiane), 1477 zum Premierminister ernannt unter dem Titel Senapati Luang Xieng Lo [Sen-Luang-Xieng-Lo], 1477; starb 1478
2. Prinz (Thao) Dungakama [Theng-Kham], folgte als Somdet Brhat-Anya Chao Suvarna Panya Lankara Raja Sri Sadhana Kanayudha Suvanna Ban Lang, König von Lan Chang
3. Prinz (Thao) Nahavara [Nhuan]
4. Prinz (Thao) Kumara Nahawangsa [Khuan-Nha-Ong]
5. Prinz (Thao) Suwangsa [Suang]
6. Prinz (Thao) Thiangalankara [Tieng Lakon], folgte als Somdet Brhat-Anya Chao Lankasena Daya Buvananatha Raja Sri Sadhana Kanayudha La Saen Thai Puvanart, König von Lan Chang
7. Prinz (Thao) Laksana Vijaya Kumara [Luxé Phe Sai], folgte als Somdet Brhat-Anya Chao Visunha Rajadipati Pada Sri Sadhana Kanayudha Visunharat, König von Lan Chang
8. Prinz (Thao) Nahawangsapara [Nhuang Pha]
9. Prinz (Thao) Deva [Thepha], Brhat-Anya Sena Surindra Lujaya, Gouverneur von Muang Khua

1. Prinzessin (Thao Nying) Mun Na, heiratete ca. 1501 den Prinzen (Chao) Jaya [Sai], Gouverneur von Muang Phum-Neua, der gegen seinen Schwager rebellierte doch später aufgab und als Buße Mönch wurde
2. Prinzessin (Thao Nying) Piri [Phen], heiratete. ca. 1501 Thao Kon Kham, Gouverneur von Muang Kabong 1501-1524, Sohn des Gouverneurs von Pakhuie-Luang
3. Prinzessin (Thao Nying) Sri Daya [Sithai]
4. Prinzessin (Thao Nying) Indrapati [Inhphat]
5. Prinzessin (Thao Nying) Kanya [Khan]
6. Prinzessin (Thao Nying) Muktiyi [Muk]
7. Prinzessin (Thao Nying) Gau [Khao]